# Urnhuvmossa
Urnhuvmossa (Physcomitrium eurystomum) är en bladmossart som beskrevs av Sendtner 1841. Urnhuvmossa ingår i släktet huvmossor, och familjen Funariaceae. Arten har ej påträffats i Sverige. Inga underarter finns listade i Catalogue of Life.